# Сигиберт II
Вижте пояснителната страница за други личности с името Сигиберт.
Сигиберт II (на немски: Sigibert II, * 602, † 10 октомври 613) от династията Меровинги, е най-големият син на краля на франките Теодорих II в Австразия и Бургундия.

## Управление
Баща му умира през 613 г. на 25 години в резиденцията си в Метц. Сигиберт II веднага е издигнат за крал от прабаба му Брунхилда. Благородниците залавят Брунхилда и я предават на Хлотар II в Неустрия. Хлотар II нарежда убийството на Брунхилда и Сигиберт II и поема цялото франкско кралство.